# Стасиойк
Стасиойк (иначе — Стасиэк) (др.-греч. Στασίοικος) — правитель кипрского города Мариона в IV веке до н. э.

## Биография
После смерти Александра Македонского при разделе в Вавилоне в 321 году до н. э. Кипр не вошёл в число распределяемых территорий. Во время первой войны диадохов в 321 году до н. э. Стасиойк выступил на стороне регента Пердикки. Правители Саламина Никокреон, Аматуса Андрокл, Солы Пасикрат и Пафоса Никокл, поддерживавшие наместника Египта Птолемея, взяли Марион в осаду. В помощь осаждённым Пердиккою было отправлено подкрепление. После гибели регента в Египте Антипатр направил против пердикканцев флот под командованием Клита. Но, даже объединившись с Клитом, цари — союзники не сумели захватить Марион.
В период борьбы Птолемея с Антигоном Стасиойк выступил на стороне последнего вместе с Андроклом из Аматуса, Пигмалионом из Китиона, Праксиппом из Лапитоса и правителем Кирении. Так как Кипр имел первостепенное значение для Птолемея в качестве базы для осуществления операций в Эгеиде и районе Восточного Средиземноморья, то он направил против противостоящих ему островных царей большой флот и наёмников. Стасиойк был вынужден признать власть египетского правителя.
Однако во время восстания против Птолемея в Киренаике в 313 году до н. э. Стасиойк и некоторые другие властители Кипра начали новые переговоры с Антигоном. После этого Марий был захвачен египетским войском и разрушен, а Стасиойк был низложен. Территорию Мариона Птолемей передал Никокреону.